# Begonia octopetala
Espèce
Synonymes
- Begonia grandiflora Knowles & Westc.[1]
- Begonia octopetala subsp. octopetala[1]
- Huszia octopetala (L'Hér.) Klotzsch[1]

Begonia octopetala est une plante herbacée annuelle de la famille des Begoniaceae. Elle pousse dans la Cordillère des Andes jusqu'à 3000 mètres d'altitude.

## Description

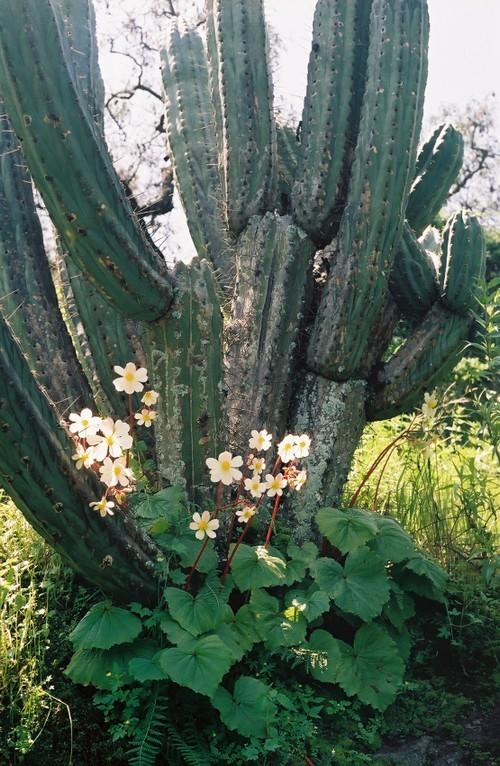
La plante dans son milieu naturel, au Pérou

Atteignant 60 cm de hauteur, ce Bégonia aux fleurs blanches larges d'une dizaine de centimètres, à huit pétales en général et aux longues tiges rouges, pousse et fleurit durant la saison des pluies (janvier-février-mars) sur les vieux murs, sur les rochers ou au pied des cactus columnaires (Cereus). La plante disparaît totalement à la saison sèche (mai-septembre).
Dans la province de Parinacochas (Ayacucho, Pérou), on la nomme achanqaray en quechua ou en espagnol pata de leon (patte de lion); la fleur rappelant par sa forme et par sa taille l'empreinte du puma (Felis concolor).

## Répartition géographique
Cette espèce est originaire des pays suivants : Équateur, Pérou.

## Classification
Cette espèce a été décrite en 1788 par le naturaliste français Charles Louis L'Héritier de Brutelle (1746-1800). L'épithète spécifique octopetala signifie « qui présente huit pétales ».
Dans la classification classique de Cronquist (1981) aussi bien que dans la classification phylogénétique APG (1998) et les suivantes, le genre Begonia est assigné à la famille des Begoniaceae. L'espèce fait partie de la section Eupetalum.

### Liste des sous-espèces
Selon Tropicos (12 septembre 2017) (Attention liste brute contenant possiblement des synonymes) :
- sous-espèce Begonia octopetala subsp. octopetala
- sous-espèce Begonia octopetala subsp. ovatoformis Irmsch.